# ماریو مندس (بازیکن فوتبال اهل اروگوئه)
ماریو مندس (اسپانیایی: Mario Méndez‎؛ زادهٔ ۱۱ مهٔ ۱۹۳۸) بازیکن فوتبال اهل اروگوئه بود.
از باشگاه‌هایی که در آن بازی کرده‌است می‌توان به باشگاه فوتبال ناسیونال و باشگاه فوتبال پنیارول اشاره کرد.
وی همچنین در تیم ملی فوتبال اروگوئه بازی کرده‌است.